# Friedrich Engels und das Problem der geschichtslosen Völker
Zur nationalen Frage. Friedrich Engels und das Problem der geschichtslosen Völker ist der Titel einer einflussreichen Arbeit des Marxisten Roman Rosdolsky. Diese Kritik an den Positionen der marxistischen Klassiker zum Nationalitätenproblem ist nach Zur Entstehungsgeschichte des Marxschen Kapital das bedeutendste Werk Rosdolskys. Es ist den Opfern des Stalinismus in der Ukraine, Rosdolskys ursprünglicher Heimat, gewidmet: M. Skrypnyk, A. Schumskyj, K. Maksymowytsch. Der Hauptteil der Arbeit entstand bereits 1929 als Doktorarbeit an der Universität Wien.

## Editionsgeschichte der Doktorarbeit
Die deutschsprachige Erstausgabe des Hauptteils seiner Doktorarbeit von 1929 erschien 1964 im Archiv für Sozialgeschichte als Friedrich Engels und das Problem der ‚geschichtslosen‘ Völker (Die Nationalitätenfrage in der Revolution 1848/49 im Lichte der ‚Neuen Rheinischen Zeitung‘). Diese Fassung überarbeitete Rosdolsky noch selbst. Sie war bereits 1948 abgeschlossen. 1979 erfolgte eine Neuauflage als Buch. Die Übersetzung ins Englische stammt von John-Paul Himka und erschien erstmals 1986 in Critique Nr. 18/19 und 1987 bei Critique Books (Glasgow) unter dem Titel „Engels and the 'Nonhistoric' Peoples: The National Question in the Revolution of 1848“.
Ursprünglich hatte sich Rosdolsky an Josip Broz Tito und die jugoslawischen Autoritäten gewandt, um die Überarbeitung seiner Dissertation zu veröffentlichen, was diese aber sabotierten. Erst nachdem er sich durch sein Werk Zur Entstehungsgeschichte des Marxschen Kapital innerhalb der europäischen Linken einen Namen schaffen konnte, gelang es ihm 1964 – 16 Jahre nachdem sie geschrieben worden war – einen deutschsprachigen Verleger für seine kritische Arbeit zur nationalen Frage zu finden. Ähnliches berichtet John-Paul Himka zur englischsprachigen Übersetzung.

## Marx/Engels und die nationale Frage
Rosdolskys Kritik richtete sich insbesondere gegen die Ansichten des jungen Engels. Dabei untersuchte Rosdolsky vor allem Artikel von 1848 bis 1849 in der Neuen Rheinischen Zeitung sowie eine Reihe von Artikeln über den Panslawismus, die Engels 1855 in der Neue Oder-Zeitung publiziert hatte. Darin hatte er die Tschechen, Slowenen, Kroaten, Serben, Rumänen, Bulgaren, Ukrainer und andere als geschichtslose Völker charakterisiert – im Gegensatz zu den revolutionären Völkern der Deutschen, Polen und Magyaren (Ungarn).
Die slawischen Völker wären nach Engels durch die sie umgebenden größeren Nationen – in diesem Fall die Magyaren und die Deutschen – dem Untergang geweiht gewesen. In ihrem (embryonalen) Kampf für nationale Unabhängigkeit in der Revolution von 1848/49 hätten sie in ihrer Mehrheit reaktionäre Kräfte unterstützt und sich gegen die demokratische Bewegung unter den Ungarn und Deutschen gewandt.
Engels abwertende Darstellung fußte in erster Linie auf seinen Erwartungen sowie auf den eigenen Erfahrungen während der Revolution. Während der Revolution von 1848/49 im Kaisertum Österreich halfen konterrevolutionäre Truppen aus Kroatien und Prag den kaiserlichen Truppen bei der Niederschlagung des Wiener Oktoberaufstands 1848 (auch Wiener „Oktoberrevolution“ genannt). Der Slowakische Aufstand von September 1848 bis November 1849 richtete sich insbesondere gegen Ungarn. Russische und kroatische Truppen schließlich unterstützten die österreichische Armee bei ihrer Offensive gegen die ungarische Unabhängigkeit im April 1849.
Über den Prager Pfingstaufstand in Böhmen und den Slawenkongress, die beide anarchistisch geprägt waren und sich für die Einheit und Souveränität der slawischen Völker einsetzen, sahen Engels und Marx bei ihrer Bewertung der Rolle dieser Volksgruppen während der Revolution hinweg. Auch übersahen sie, wie Rosdolsky ausführte, Klassenwidersprüche zwischen deutschösterreichischen Bürgern beziehungsweise polnischen und ungarischen Aristokraten und Grundbesitzern auf der einen Seite und den breiten Schichten bäuerlicher Bevölkerung der slawischen Völker auf der anderen, die durch erstere unterdrückt und ausgebeutet wurden.
Rosdolsky war einer der entschiedensten Kritiker der verkürzten Darstellung durch Marx und Engels. In seiner posthum erschienenen Arbeit Die Arbeiter und das Vaterland erklärte er, dass „die ‚Vaterlandslosigkeit‘ der Arbeiter, wovon es [das Kommunistische Manifest; Anm.] spricht, sich auf den bürgerlichen Nationalstaat, nicht aber auf das Volkstum, die Nationalität im ethnischen Sinn bezieht“.
In erster Linie war Marx und Engels an einem einheitlichen Staat gelegen, weil sie einschätzten, dass ein solcher das Zusammenwachsen der Arbeiterschaft und somit die Bedingungen für eine sozialistische Revolution fördern würde. Rosdolsky sprach in diesem Zusammenhang von der idealistischen, hegelianischen Seite der Position von Engels von 1849 – im Unterschied zu ihrer realistischen, materialistischen Seite. Wie Rosdolsky nachwies, wurde das Konzept der ‚geschichtslosen‘ Völker der Phänomenologie des Geistes von G. W. F. Hegel und seinem Konzept der »Dialektik der Volksgeister« entlehnt. Auch Adam Smith benutzte bei seiner Analyse des Kapitalismus ähnliche Formulierungen.
Dem Umstand, dass Marx und Engels 1849 eben erst die Universität verlassen hatten, am Anfang ihrer politischen Karriere standen und dass die bemängelte Position Ausdruck einer Enttäuschung über das Scheitern der Revolution war, maß Rosdolsky kaum Bedeutung zu. Marx und Engels waren während der Revolution kaum dreißig Jahre alt und hatten wenig politische Erfahrung. Spätestens seit 1867 begannen Marx und Engels, ihre Positionen von 1849 systematisch zu überdenken und zwischen unterdrückenden und unterdrückten Nationen zu unterscheiden.
Dem traditionellen Marxismus zufolge ermöglichte erst die Epoche des Imperialismus und Monopolkapitalismus eine fundierte sozialistische Position zur nationalen Frage. Insbesondere Lenin arbeitete intensiv an einer solchen Position. Marx folgend argumentierte er, dass eine Nation nur frei sein könne, wenn sie keine andere Nation unterdrücke. Gleichzeitig sei die Befreiung der unterdrückten Nation laut Lenin Voraussetzung für die sozialistische Revolution der herrschenden Nation. Rosdolsky würdigte zwar Lenins Arbeit, sympathisierte aber offen mit dem Nationalitätenprogramm von Michail Bakunin. Deshalb wurde ihm vorgeworfen, den historischen Zusammenhang von Lenins Position zur nationalen Frage nicht erkannt zu haben.

## Die Bolschewiki und die nationale Frage
Rosdolsky plante Anfang der 1950er Jahre eine ausführliche Analyse der bolschewistischen Nationalitätenpolitik. Das geht aus einem Brief an Karl Korsch vom 10. Mai 1952 hervor. Als Grundlage sollte ihm hier seine 1948 beendete – jedoch erst 1964 veröffentlichte – Überarbeitung der Dissertation dienen, die stark von Rosdolskys persönlichen Erfahrungen mit Stalinismus, Nationalsozialismus und Zweitem Weltkrieg geprägt war. Rosdolsky trat sein Leben lang für das „Recht auf nationale Selbstbestimmung, ohne jegliche Konzession an den Nationalismus“ ein. Diese Position stand nicht nur in krassem Gegensatz zum Nationalitätenprogramm des Nationalsozialismus, sondern auch zu jenem des Stalinismus.
Obwohl die Bolschewiki seit ihrem Bestehen 1903 auf ein „Selbstbestimmungsrecht der Völker“ pochten, verfocht Josef Stalin – seit 1918 Volkskommissar für Nationalitätenfragen der Russischen Sowjetrepublik – eine aggressive Nationalitätenpolitik, wofür er bereits von Lenin kritisiert worden war. Bei seiner Beschäftigung mit der Nationalitätenpolitik der Bolschewiki konnte Rosdolsky sich auf Lenins Auseinandersetzung mit Rosa Luxemburg und später mit Stalin sowie auf Trotzkis Arbeiten zur Ukraine von 1939 stützen. Für Lenin und Trotzki war die Lösung der Nationalitätenfragen eine zentrale Aufgabe der bürgerlich-demokratischen Revolution. Ihr Zugeständnis an nationale Gefühle betrachteten sie als nötigen Kompromiss zur Lösung der sozialen Frage.
Obwohl eine solche Loslösung in der Ukraine vor allem unter der Bauernschaft favorisiert wurde, weil sie in den Bolschewiki eine russische Fremdmacht sahen, wurde sie ihnen nur halbherzig gewährt. Nach der sowjetischen Annexion der Westukraine 1939 beschäftigten sich Trotzki und die Vierte Internationale erstmals intensiver mit dieser Frage. Ende Juli 1939 schrieb Trotzki in seiner Polemik gegen Hugo Oehler und seine Revolutionary Workers League.
Die einzige korrekte Losung wäre eine „vereinigte, freie und unabhängige Sowjetukraine der Arbeiter und Bauern“ (im Original hervorgehoben; Anm.), folgert Trotzki, und in Folge verteidigte er diese Forderung gegen mögliche Einwände:

„Aber die Unabhängigkeit einer vereinigten Ukraine würde doch die Loslösung der Sowjetukraine von der UdSSR bedeuten, werden die ‚Freunde‘ des Kreml im Chor rufen. Was ist denn daran so schrecklich? – entgegnen wir. Inbrünstige Verehrung von Staatsgrenzen ist uns fremd. Wir vertreten nicht die Position eines ‚vereinigten und unteilbaren‘ Ganzen. Sogar die Verfassung der UdSSR erkennt den in der Föderation zusammengeschlossenen Völkern das Recht auf Selbstbestimmung, das heißt das Recht auf Loslösung zu.“

Den Charakter dieser Forderung beschrieb Trotzki folgendermaßen:

„Das Recht der Nationen auf Selbstbestimmung ist natürlich ein demokratisches und kein sozialistisches Prinzip. Da jedoch die Prinzipien wahrer Demokratie in unserer Epoche nur vom revolutionären Proletariat unterstützt und verwirklicht werden, sind sie mit den sozialistischen Aufgaben eng verknüpft.“

Die Ähnlichkeit der Position Rosdolskys im Jahr 1948 – am Vorabend des Kalten Krieges – und jener Trotzkis von 1939 ist kein Zufall. Der wesentliche Unterschied besteht darin, dass Rosdolsky zu dieser Zeit auch eine Unabhängigkeit der Ukraine unter kapitalistischen Vorzeichen akzeptierte. Andy Clarkson vermutete hier ein Zugeständnis an die ukrainischen Exilierten in Detroit. Außerdem macht sich hier der anarchistische Einfluss Bakunins auf Rosdolskys Positionsfindung bemerkbar. Trotzki hingegen schloss eine solche Option aus, weshalb bei ihm stets von Sowjetukraine die Rede war. Außerdem betrachtete Trotzki das Recht der Nationen auf Selbstbestimmung als Übergangsforderung – eingebettet in ein revolutionäres sozialistisches Programm. Diese Einschränkung Trotzkis lag an der besonderen Situation in der Ukraine, wo der Ablösungsprozess des Proletariats von der Bourgeoisie bereits weit fortgeschritten war.
Insgesamt deckte sich Rosdolskys Position mit jener Trotzkis und der Bolschewiki unter Lenin, nämlich dem Zugeständnis der Selbstbestimmung beziehungsweise Loslösung von der „Mutternation“. Anders als beispielsweise Bucharin oder Pjatakow sprachen die Bolschewiki unter Lenin und danach die Trotzkisten – zu denen schließlich auch Rosdolsky zählte – nicht vom Selbstbestimmungsrecht der werktätigen Massen, sondern vom Selbstbestimmungsrecht der Nation, „das heißt, sowohl der Arbeiter als auch der Bourgeoisie zusammen“ (Bucharin 1918).

## Rezeption
Der Politikwissenschaftler Ephraim Nimni bezeichnet Rosdolskys Werk als „das umfassendste, detaillierteste und wissenschaftliche Werk zum Thema der geschichtslosen Völker“. Trotzdem sei es problematisch: Rosdolsky übersehe, dass Marx und Engels ihre Theorie nicht nur auf die kleineren slawischen Völker anwandten, sondern auch anderswo. Er übernehme das teleologische Modell der sozialen Evolution, das hinter Hegels These von den geschichtslosen Völkern stehe. Schliesslich übersehe er den Zusammenhang von Marx' und Engels' Beschreibung der nationalen Frage und ihrer Theorie der historischen Evolution. Die Theorie von den geschichtslosen Völkern sei das Ergebnis ihrer rigiden und dogmatischen Formulierung der Gesetze der sozialen Entwicklung, die die Aufgabe der modernen Nation genau festlegen (auf Entwicklung der Produktivkräfte und einer nationalen Bourgeoisie) und nationale Gemeinschaften, die dieses Ziel nicht erfüllen könnten, automatisch überflüssig machen.